# 逆セミコロン
逆セミコロン（ぎゃくセミコロン）とは、セミコロンを逆にした一般的な句読点である。

## 逆セミコロンに関わる諸事項
- 2002年3月にUnicode 3.2に収録された。
- この文字は句読点であり、一般的に使用される。つまり特定のスクリプトでは使用されない。[1]

## 符号位置
| 記号 | Unicode | JIS X 0213 | 文字参照         | 名称               |
| ---- | ------- | ---------- | ---------------- | ------------------ |
| ⁏    | U+204F  |            | &#x204F; &#8271; | REVERSED SEMICOLON |